# Такома
Такома (англ. Tacoma) — місто (англ. city) в США, в окрузі Пірс штату Вашингтон. Адміністративний центр округу. Південне найбільше передмістя Сіетла за 50 км від його центру. Населення — 219 346 осіб (2020).
До приходу європейців тут мешкав корінний народ п'юаллап. Місцевість дослідили Джордж Ванкувер і Чарльз Вілкс. Назва міста походить від індіанського takobet — «мати вод». Такома або Тахома — таку назву мала сучасна гора Рейнер, що лежить за 93 км на південний схід від міста Такома. Свого розквіту місто зазнало з побудовою Північно тихоокеанської залізниці, для якої західним кінцевим пунктом залізничної колії стала Такома.
Місцевою пам'яткою архітектури є Такомський міст.

## Географія
Такома розташована на східному березі затоки П'юджет-Саунд за координатами 47°15′8″ пн. ш. 122°27′35″ зх. д. / 47.25222° пн. ш. 122.45972° зх. д. (47.252199, -122.459832).  За даними Бюро перепису населення США в 2010 році місто мало площу 161,46 км², з яких 128,78 км² — суходіл та 32,68 км² — водойми.

### Клімат
| Клімат : Такома         | Клімат : Такома | Клімат : Такома | Клімат : Такома | Клімат : Такома | Клімат : Такома | Клімат : Такома | Клімат : Такома | Клімат : Такома | Клімат : Такома | Клімат : Такома | Клімат : Такома | Клімат : Такома | Клімат : Такома |
| Показник                | Січ.            | Лют.            | Бер.            | Квіт.           | Трав.           | Черв.           | Лип.            | Серп.           | Вер.            | Жовт.           | Лист.           | Груд.           | Рік             |
| Абсолютний максимум, °C | 18,9            | 20,0            | 25,0            | 27,8            | 33,3            | 34,4            | 34,4            | 33,9            | 31,7            | 27,8            | 21,7            | 20,0            | 34,4            |
| Середній максимум, °C   | 9,1             | 10,5            | 13,1            | 15,8            | 19,1            | 21,9            | 25,0            | 25,0            | 21,8            | 16,3            | 11,4            | 8,3             | 16,4            |
| Середній мінімум, °C    | 2,8             | 2,7             | 4,3             | 6,2             | 9,0             | 11,4            | 13,4            | 13,2            | 10,9            | 7,8             | 4,7             | 2,1             | 7,4             |
| Абсолютний мінімум, °C  | −8,3            | −11,7           | −9,4            | −1,7            | 1,1             | 2,8             | 8,3             | 5,0             | 1,1             | −3,3            | −15             | −14,4           | −15             |
| Норма опадів, мм        | 151             | 98              | 103             | 76              | 54              | 40              | 17              | 21              | 33              | 94              | 170             | 140             | 996             |
| Днів з опадами          | 18,8            | 14,9            | 17,3            | 13,9            | 10,6            | 8,2             | 4,1             | 4,4             | 6,6             | 12,8            | 19,3            | 18,5            | 149,4           |
| ----------------------- | --------------- | --------------- | --------------- | --------------- | --------------- | --------------- | --------------- | --------------- | --------------- | --------------- | --------------- | --------------- | --------------- |
| Джерело: NOAA           |                 |                 |                 |                 |                 |                 |                 |                 |                 |                 |                 |                 |                 |

## Демографія
Згідно з переписом 2010 року, у місті мешкало 198 397 осіб у 78 541 домогосподарстві у складі 45 716 родин. Густота населення становила 1229 осіб/км².  Було 85786 помешкань (531/км²).
Расовий склад населення:
| - 64,9 % — білих - 11,2 % — чорних або афроамериканців - 8,2 % — азіатів - 1,8 % — корінних американців - 1,2 % — вихідців з тихоокеанських островів - 4,6 % — осіб інших рас |

До двох чи більше рас належало 8,1 %. Частка іспаномовних становила 11,3 % від усіх жителів.
За віковим діапазоном населення розподілялося таким чином: 23,0 % — особи молодші 18 років, 65,7 % — особи у віці 18—64 років, 11,3 % — особи у віці 65 років та старші. Медіана віку мешканця становила 35,1 року. На 100 осіб жіночої статі у місті припадало 97,5 чоловіків;  на 100 жінок у віці від 18 років та старших — 95,3 чоловіків також старших 18 років.
Середній дохід на одне домашнє господарство  становив 66 235 доларів США (медіана — 52 042), а середній дохід на одну сім'ю — 78 174 долари (медіана — 62 209). Медіана доходів становила 47 815 доларів для чоловіків та 40 850 доларів для жінок. За межею бідності перебувало 18,0 % осіб, у тому числі 25,6 % дітей у віці до 18 років та 12,4 % осіб у віці 65 років та старших.
Цивільне працевлаштоване населення становило 93 339 осіб. Основні галузі зайнятості: освіта, охорона здоров'я та соціальна допомога — 24,5 %, роздрібна торгівля — 11,3 %, мистецтво, розваги та відпочинок — 10,8 %.

## Транспорт
З серпня 2003 року в місті працює трамвайна лінія.

## Відомі особистості
- Бінг Кросбі (1903—1977) — американський співак і актор кіно
- Френк Герберт (1920—1986) — американський письменник-фантаст
- Карл-Еріван Гауб (* 1960) — німецький підприємець
- Тіджей ван Гардерен (* 1988) — американський велогонщик.

## Міста-побратими
- Вальдивія (Чилі)
- Олесунн (Норвегія)
- Давао (Філіппіни)
- Фучжоу (Китай)
- Джордж
- Нджамена (Чад)
- Кунсан (Південна Корея)
- Кір'ят-Моцкін (Ізраїль)
- Кітакюсю (Японія)
- Тайчжун (Республіка Китай (Тайвань))
- Владивосток (Росія)
- Бровари (Україна) (2017)